# 郡山総合地方卸売市場
郡山総合地方卸売市場（こおりやまそうごうちほうおろしうりしじょう）は、福島県郡山市にある公設の地方卸売市場である。

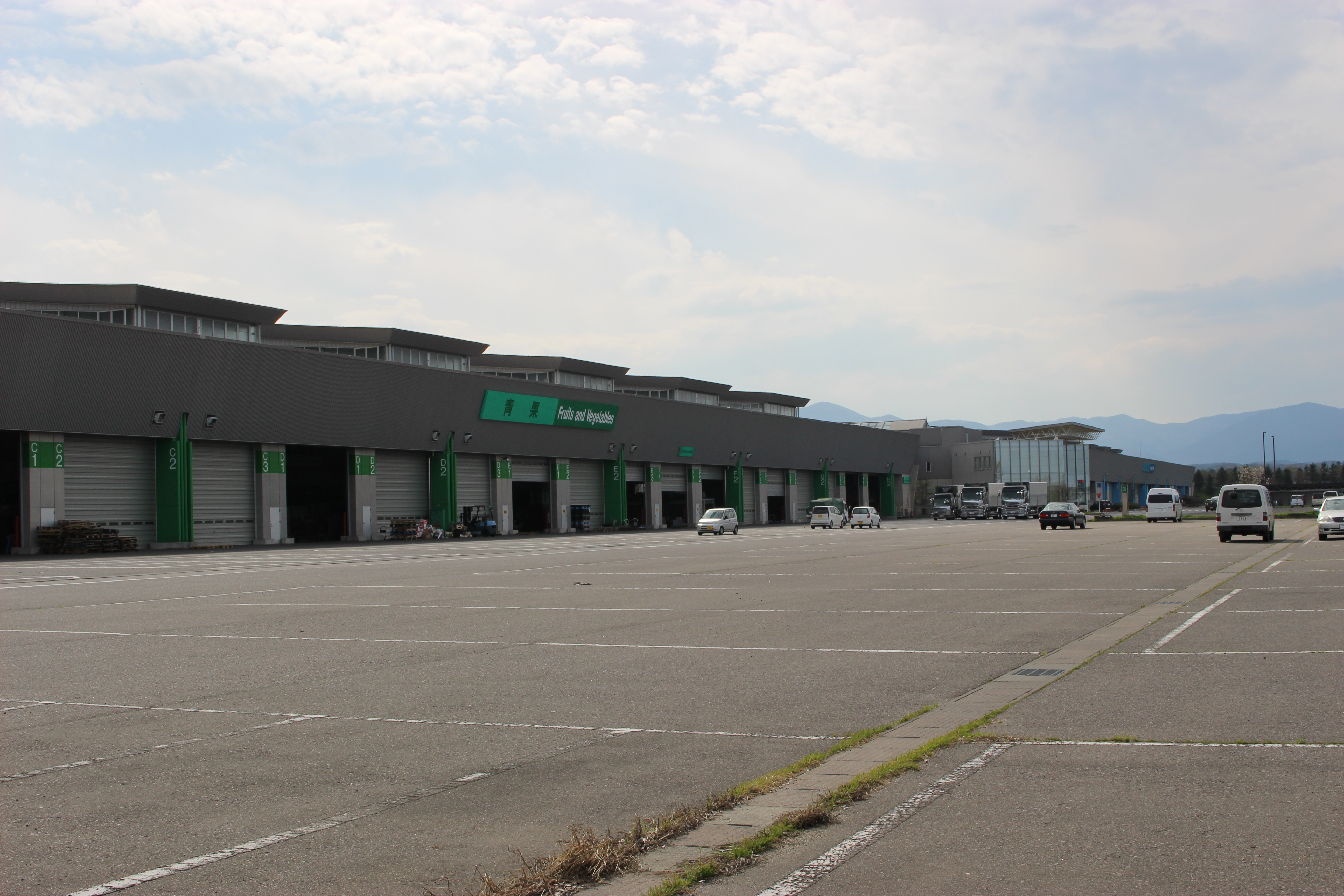
左から青果棟、管理関連店舗棟、水産棟（2015年4月撮影）

## 概要
かつて、郡山市は市内の富久山町久保田に郡山市地方卸売市場を設置していた。しかし、公営の市場設置後も郡山都市圏には民営市場が郡山市内に3ヶ所、須賀川市内に2ヶ所と、分散しており、効率の悪さから郡山市の市場を敬遠して仙台市中央卸売市場などを利用する業者も多かった。また、富久山町の旧市場は市街地の近くの市道東部幹線沿いに位置しており、利用者が渋滞に巻き込まれることもあった。
そこで開設されたのがこの市場である。開設前には中央卸売市場を設置することも検討されたが、農林水産省の監督を受けることになり、運営の自由度が下がることから地方卸売市場の設置になった。しかし、規模としては各地の中央卸売市場に劣るものではなく、全国公設地方卸売市場協議会に加盟している市場としては日本一の規模と謳われ、郡山市や須賀川市、および田村郡など周辺30市町村の業者に利用されている。
なお、一般消費者は競売に参加することはできないものの、見学者用の展示スペースがある他、市場内の食堂などの一般向けの店舗は誰でも利用することができる。また、料理教室や『活き活き市場まつり』、毎月第四日曜に行われる『市場の朝市』など、一般消費者向けのイベントも開催される。

## 施設
- 所在地：郡山市大槻町字向原114番地
- 敷地面積：196,442m2
- 建築面積：34,532m2（水産棟、青果棟、花き棟、バナナ醗酵棟、管理関連店舗等合計）
- 延床面積：41,312m2
- 構造：鉄骨造、鉄筋コンクリート造
- 駐車場：1,516台駐車可能

## 取扱内容
取扱品目
水産、青果、花き
入場業者（2019年5月1日現在）
水産物部（卸売1社、仲卸6社）
青果部（卸売3社、仲卸5社）
花き部（卸売1社、仲卸1社）
その他関連業者14社
取扱数量（平成27年度）
青果 野菜 31,923t、果実 7,080t、加工品 296t
水産物 鮮魚 4,850t、冷凍魚 1,732t、塩干・加工品 7,387t
花き 切り花 14,412千本、鉢物 7,619本、その他 35千本

## 沿革
- 昭和45年（1970年） - 郡山市富久山町久保田字太郎殿前に郡山市地方卸売市場が開設される
- 平成5年（1993年） - 郡山市の卸売業者に須賀川市内の業者も加わり『県中地区新総合卸売市場整備促進協議会』を設立
- 平成11年（1999年） - 建築物の工事が着工される
- 平成13年（2001年） - 建築物竣工、市議会にて郡山市総合地方卸売市場条例が可決される
- 平成14年（2002年） - 郡山市総合地方卸売市場が開場する

## 交通アクセス
- 自動車にて、東北自動車道郡山南インターチェンジから約2km。コスモス通りへ入ってすぐ。